# Leonhard Dorst

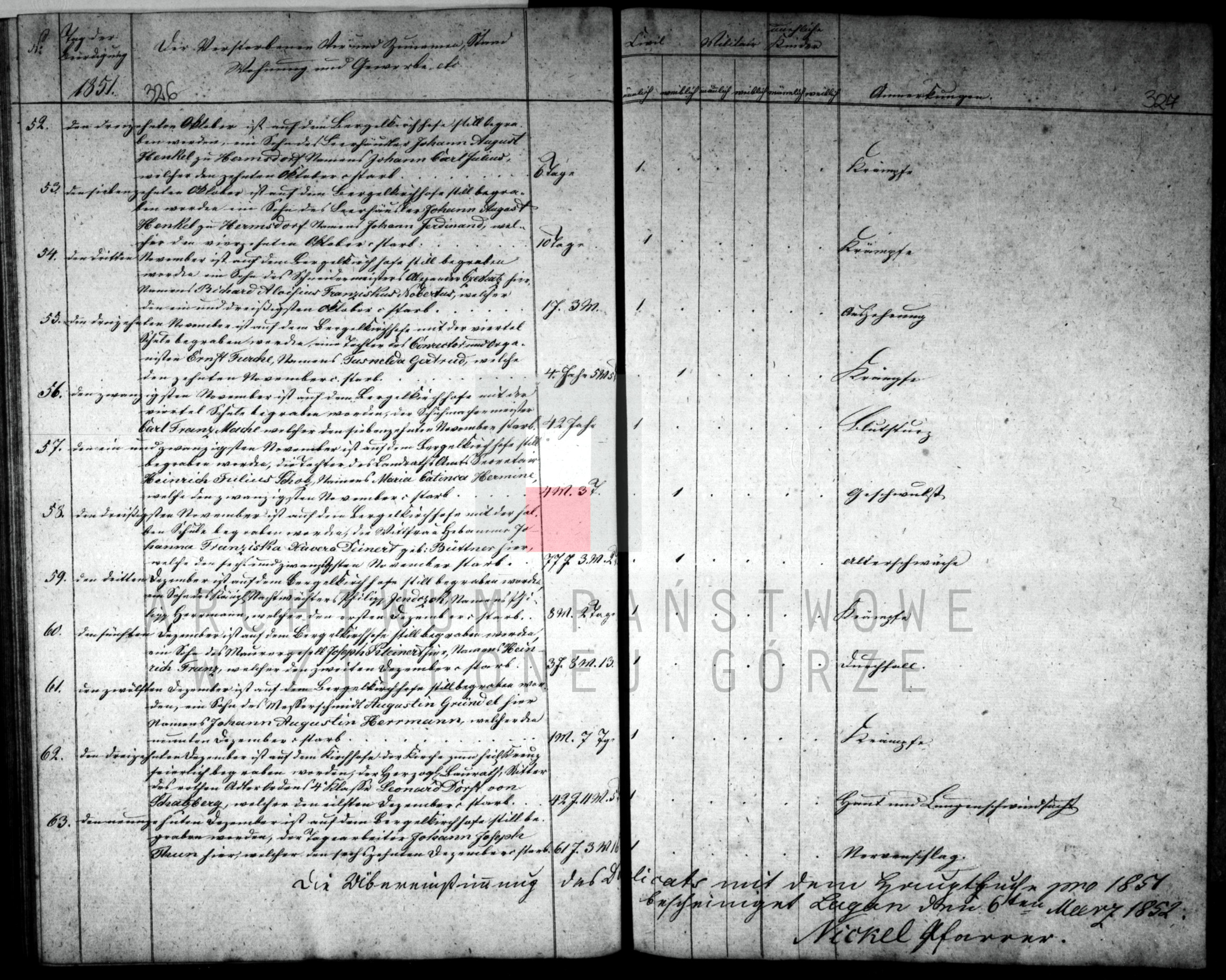
Leonhard Dorst von Schatzberg. Kirchenbuch. Eintrag 1851/Nr. 62.

Johann Georg Leonhard Dorst (auch Leonhard Dorst von Schatzberg; * 8. Januar 1809 in Regensburg; † 11. Dezember 1851, beerdigt am 13. Dezember 1851 in Sagan, Provinz Schlesien) war ein deutscher Architekt, Heraldiker und Genealoge.

## Leben
Nach dem Studium der Geschichte und Heraldik war er vor allem als Architekturzeichner, aber auch als Maler und Heraldiker tätig und veröffentlichte eine Reihe von Wappenbüchern, darunter vor allem das „Schlesische Wappenbuch“ und das „Wappenbuch des Königreiches Württemberg“. Er war ein sehr kundiger Heraldiker und Genealoge und hat sich durch die Herausgabe seiner recht gut ausgeführten Wappenwerke vielfache Verdienste um eine bessere Gestaltung der Heraldik erworben. Er war auch Mitglied der Oberlausitzischen Gesellschaft der Wissenschaften zu Görlitz.
Dorst heiratete 1846 Charlotte von Prittwitz-Gaffron (* 4. Februar 1794; † 9. Oktober 1865 in Neustadt/Oberschlesien), Tochter der Charlotte Friedrike de Bernhard und des kgl. preuß. Geheimen Ober-Finanzrat Friedrich Wilhelm-Bernhard von Prittwitz. Joachim Bernhard von Prittwitz war ihr Großvater. Die Ehe blieb ohne Nachkommenschaft.
Er wurde für seine Verdienste am 5. Januar 1850 vom Fürsten von Hohenzollern-Hechingen unter dem Namen „Dorst von Schatzberg“ in den Adelsstand erhoben. Königlich preußische Anerkennung dessen durch Erlass vom 19. Mai 1850.
Als Hofbaumeister der Tante des Fürsten zu Hohenzollern-Hechingen, der Saganer Herzogin Dorothea von Sagan, erwarb er sich besondere Verdienste unter anderem durch den Umbau und die einheitliche neugotische Gestaltung der Heilig-Kreuz-Kirche in Sagan. Auf dem dortigen Friedhof wurde er auch beigesetzt.

## Werke
- Schlesisches Wappenbuch oder die Wappen des Adels im souverainen Herzogthum Schlesien, der Grafschaft Glatz und der Oberlausitz, Heft I–X zu je 12 Tafeln, Görlitz 1842–1846; fortgesetzt ebd. mit 38 S., Görlitz 1848/49 Band 1, Band 2, Band 3
- Wappenbuch des Königreiches Württemberg, Halle, Heft I–X zu je 12 Tafeln, 1843–1846[4]
- Allgemeines Wappenbuch – Ein Hand und Musterbuch, 2 Bände, Görlitz 1843 und 1846 Band 1, Band 2
- Grabdenkmäler. Ein Beitrag zur Kunstgeschichte des Mittelalters. An Ort und Stelle gesammelt und gezeichnet. 2 Bände. Görlitz 1846–1847.